# Нижне-Курейская ГЭС
Нижне-Курейская гидроэлектростанция — нереализованные проект ГЭС на реке Курейке, в Туруханском районе Красноярского края.

## Общие сведения
Нижне-Курейская ГЭС является контррегулятором вышерасположенной Курейской ГЭС. Створ ГЭС — в шестидесяти двух километрах  от устья реки, в ста десяти километрах  от  Игарки, в трёхстах километрах от  Норильска и в ста десяти км от Туруханска. Ближайшим населённым пунктом является посёлок Светлогорск. Состав сооружений ГЭС:
- каменно-земляная плотина;
- станционный узел (подводящий канал, здание ГЭС и отводящий канал);
- водосбросное сооружение (подводящий канал, бетонная водосливная плотина, водобойный колодец, отводящий канал).

Мощность ГЭС — 150 МВт, среднегодовая выработка — 906 млн кВт·ч. В здании ГЭС должны быть установлены два гидроагрегата мощностью по 75 МВт. Плотина ГЭС должна образовать Нижне-Курейское водохранилище площадью 26,16 км², полным объёмом 0,275 км³, полезным объёмом 0,0054 км³. Нормальный подпорный уровень (НПУ) 29,5 м. При этом затоплению подлежит 1478 га леса и кустарников.
Задача ГЭС — энергоснабжение  Туруханска, перспективных проектов добычи полезных ископаемых, а также стройплощадки Эвенкийской ГЭС (в случае принятия решения о реализации данного проекта).
Проект прорабатывался ПАО «РусГидро», генеральным проектировщиком высчтупал институт «Ленгидропроект». Стоимость проекта оценивалась в 14 млрд руб.

## Экономическое значение
Строительство Нижне-Курейской ГЭС позволит решить следующие задачи:
- обеспечить электроэнергией дефицитные регионы Туруханского района Красноярского края;
- повысить надёжность электроснабжения;
- сдерживать рост цен на электроэнергию;
- появятся новые рабочие места, заказы для краевых предприятий, производящих цемент и стройматериалы, для дорожно-строительных организаций и др.;
- снизится нагрузка на краевой бюджет;
- в год районный и краевой бюджет будут получать более 210 млн руб.;
- для местного населения увеличится рынок сбыта дикоросов, рыбы, мяса, сельскохозяйственной продукции;
- сократить завоз 70-75 тыс. тонн угля (более 1000 вагонов) и 10-12 тыс. тонн дизельного топлива для дизельных электростанций.

## Экологическое значение
- длина полыньи от Курейской ГЭС снизится вдвое;
- открытая вода будет меньше «парить» в морозы;
- будет лучше регулироваться сток воды, поэтому перепады уровня воды во время паводков уменьшатся.

## История проекта
Проектирование Нижне-Курейской ГЭС было начато в конце 1980-х годов. В 1991 году было утверждено технико-экономическое обоснование проекта, в том же году начались подготовительные работы — строительство дороги и ЛЭП к стройплощадке ГЭС, завоз строительной техники. Однако к середине 1990-х годов, в связи со сложной экономической ситуацией в стране, все работы были прекращены. С улучшением экономической ситуации в стране к проекту вновь возник интерес, и в 2007 году были проведены работы по его актуализации для современных условий. 18 сентября 2007 года ОАО «РусГидро» объявило конкурс на создание ТЭО Нижне-Курейской ГЭС. Строительство Нижне-Курейской ГЭС было включено в Генеральную схему размещения объектов электроэнергетики до 2020 года. Согласно инвестиционной программе «РусГидро», ввод гидроагрегатов планировался в 2011 — 2012 годах. В конце 2008 года была запущена процедура общественного обсуждения проекта.
Срок строительства ГЭС определен в 5,5 лет (в том числе 1,5 лет — подготовительный период). Строительство планировалось вести вахтовым методом, с завозом грузов преимущественно речным транспортом по Енисею и Курейке.
13 января 2010 года РусГидро направило Проект Нижне-Курейской ГЭС в Главгосэкспертизу.
По состоянию на 2020 год, реализация проекта не начата и не планируется. Строительство станции в инвестиционную программу РусГидро не включено.